# Sparianthis
Sparianthis – rodzaj pająków z rodziny spachaczowatych i podrodziny Sparianthinae.

## Morfologia
Pająki o ciele długości od 5,5 do 12,5 mm w przypadku samców i od 6,1 do 16 mm w przypadku samic. Prosma ich jest żółtawobrązowa do ciemnobrązowej, dłuższa niż szersza, zaopatrzona w ośmioro oczu ustawionych w dwóch rzędach oraz wyraźną jamkę w tylnej ⅓. W widoku grzbietowym oczy pary przednio-środkowej leżą na tej samej wysokości co oczy pary przednio-bocznej lub nieco bardziej z tyłu, a oczy tylno-środkowej leżą na tej samej wysokości co oczy pary tylno-bocznej lub nieco bardziej z tyłu. Oczy pary przednio-środkowej są wyższe od nadustka, większe od oczu pary przednio-bocznej, bardziej odległe od siebie niż od oczu przednio-bocznych. Oczy pary tylno-środkowej są  większe od oczu pary tylno-bocznej i bardziej odległe od siebie niż od oczu tylno-bocznych. Karapaks ma część głowową położoną na tej samej wysokości co tułowiowa. Szczękoczułki są żółtawobrązowe do ciemnobrązowych, dłuższe niż szerokie, uzbrojone w trzy zęby na krawędzi przedniej i dwa ząbki na krawędzi tylnej oraz pojedynczą szczecinkę eskortującą. Warga dolna jest niewiele dłuższa niż szeroka. Zbieżne ku przodowi szczęki cechują się gęstymi skopulami na krawędzi wewnętrznej i pojedynczym szeregiem ząbków serruli. Sternum jest żółtawobrązowe do ciemnobrązowego, dłuższe niż szerokie. Nogogłaszczki i odnóża również są żółtawobrązowe do ciemnobrązowych. Odnóża pary pierwszej i drugiej mają trzy pary kolców brzusznych na goleniach i dwie pary kolców brzusznych na nadstopiach. Wszystkie nadstopia mają po grzbietowej stronie części odsiebnej błonę trójpłatową o dobrze wykształconych wyrostkach bocznych i krótszym od nich haczyku środkowym. Skopule znajdują się na przednich połowach nadstopii i stopach wszystkich par. Pazurki stóp mają od siedmiu do dziewięciu drobnych, lekko zakrzywionych ząbków. Opistosoma (odwłok) jest jasnobrązowa do ciemnoszarobrązowej, z wierzchu z ciemnoszarobrązowym wzorem, a od spodu z, tylko u samców dobrze widoczną, V-kształtną kreską. Kształt opistosomy jest owalny. Spośród sześciu kądziołków przędnych przednio-boczne są dwuczłonowe, stożkowate i stykają się ze sobą, tylno-środkowe są krótkie i stożkowate, a tylno-boczne stożkowate i dwuczłonowe.
Nogogłaszczki samca mają na goleni trzy kolce prolateralne oraz apofizę retrolateralną z osadzoną dystalnie, trójkątną i widoku brzusznym wklęsłą gałęzią grzbietową, osadzoną środkowo-brzusznie gałęzią brzuszną, a czasem jeszcze z gałęzią środkową. Tak długie jak goleń lub nieco od niej krótsze cymbium ma duży, owalny alweolus, a w części odsiebnej duży por i pojedynczy wyrostek nitkowaty. Subetegulum jest kubkowate, tegulum płytkowate, apofyza medialna kubkowata z wcięciem na odsiebnej krawędzi, a konduktor od dwóch do trzech razy dłuższy niż szeroki, blaszkowaty, przezroczysty, wyrastający z tegulum na godzinie pierwszej i podtrzymujący czubek embolusa.
Genitalia samicy mają epigyne podzielone bocznymi bruzdami na brzusznie gładkie lub wtórnie pobrużdżone, w tyle zaopatrzone w trójkątny wyrostek płaty boczne oraz sięgającą ku tyłowi za bruzdę epigastryczną przegrodę środkową. Pole epigynalne ma w przedniej części poprzeczną bruzdę o delikatnie zakrzywionych końcach bocznych lub wyciągniętą ku tyłowi w przedsionek kopulacyjny. Wulwa ma niewielkie wyrostki gruczołowe oraz krótkie, haczykowato zakrzywione przewody zapładniające.

## Rozprzestrzenienie
Rodzaj neotropikalny, rozprzestrzeniony od Kostaryki przez Panamę, Kolumbię, Saint Vincent i Grenadyny, Trynidad i Tobago, Wenezuelę, Gujanę i Gujanę Francuską po Peru, Ekwador i Brazylię.

## Taksonomia
Takson ten wprowadzony został w 1875 roku przez Ludwiga C.C. Kocha pod nazwą Themeropis. Okazała się ona jednak młodszym homonimem, stąd za ważną uznaje się nazwę wprowadzoną w 1880 roku przez Eugène’a Simona na łamach „Actes de la Société Linnéenne de Bordeaux”. Gatunkiem typowym Simon wyznaczył Themeropis granadensis, opisanego w 1880 roku przez Eugena von Keyserlinga.
Do rodzaju tego zalicza się 13 opisanych gatunków:
- Sparianthis accentuata (Caporiacco, 1955)
- Sparianthis beebei Rheims, 2020
- Sparianthis boraris Rheims, 2020
- Sparianthis caracarai Rheims, 2020
- Sparianthis chickeringi (Gertsch, 1941)
- Sparianthis crulsi (Mello-Leitão, 1930)
- Sparianthis granadensis (Keyserling, 1880)
- Sparianthis humaita Rheims, 2020
- Sparianthis juazeiro Rheims, 2020
- Sparianthis juruti Rheims, 2020
- Sparianthis megalopalpa (Caporiacco, 1954)
- Sparianthis picta (Simon, 1887)
- Sparianthis ravida (Simon, 1898)